# Nordische Azurjungfer
Die Nordische Azurjungfer (Coenagrion johanssoni) ist eine Libellenart aus der Familie der Schlanklibellen (Coenagrionidae).

## Merkmale
Die Libellen erreichen eine Körperlänge von 27 bis zu 30 Millimetern. Das vierte und das fünfte Hinterleibssegment des Männchens sind komplett schwarz gefärbt. Alle anderen Hinterleibssegmente des Männchens sind blau gefärbt und haben eine Zeichnung, von der Seite sieht es aus wie ein M. Von oben aus betrachtet sind die Hinterleibssegmente des Männchens schwarz und blau gestreift. Die Art hat viele Ähnlichkeiten mit der Hufeisen-Azurjungfer. Das Weibchen ist ebenfalls blau gefärbt, die Unterschiede des Weibchens sind, dass es drei Linien, die sich auch alle Hinterleibssegmente ausbreiten, hat.

## Vorkommen
Die Libellen kommen in Nordeuropa vor. Sie sind hauptsächlich in Teichen und anderen Gewässern und auf Dünen zu finden.

## Lebensweise
In einigen Gebieten können Hunderte von diesen Libellen auftauchen z. B. an den Küsten oder im Sumpfgebiet. Wie viele andere Libellen frisst auch diese Insekten, die sie im Flug fängt. Bei der Paarung packt das Männchen das Weibchen, wie bei den Hufeisen-Azurjungfern, mit ihren Hinterleibszangen (Cerci) unterhalb des Kopfes. Für die Befruchtung machen die Libellen das Paarungsrad. Vor der Begattung füllt das Männchen durch eine Krümmung des Hinterleibs die vorne, auf dem 3. Hinterleibssegment gelegene Samenblase mit Spermien. Dann werden die Eier befruchtet. Die Eiablage erfolgt ebenfalls paarweise im Tandem. Die Eier werden meist an Sträuchern von der Luft aus abgelegt. Es dauert etwa 3 bis 5 Wochen, bis die Larve schlüpft.

## Larvenentwicklung
Die Larve lebt in Bächen sowie auch in Teichen. Es dauert etwa ein Jahr, bis die Larve zum fertigen Insekt wird.